# Paranaíta
Paranaíta là một đô thị thuộc bang Mato Grosso, Brasil. Đô thị này có diện tích 4830,143 km², dân số năm 2007 là 11540 người, mật độ 2,39 người/km².